# KAZA-BANA
『KAZA-BANA』（カザバナ）は、2003年12月17日にリリースされた、ロックバンドARBの16枚目のスタジオ・アルバムで、ラスト・アルバム。

## 収録曲
作詞：石橋凌　作曲：内藤幸也（特記以外）石橋凌（4,8）EBI（5,6,7,11）　編曲：ARB
1. まぶしきコノ世　3分25秒
2. KAZA-BANA　3分47秒
3. プレゼント　4分47秒
4. 魂のハグ　4分21秒
5. 独立記念日　3分38秒
6. 涙の河　3分40秒
7. LOVE YOUR LIFE　4分11秒
8. 迷子のジョー　3分55秒
9. プロテストソング　3分23秒
10. サスライ　3分17秒
11. 戦場のイマジン　5分22秒